# Rejestr wyborców
Rejestr wyborców – rejestr osób, którym przysługuje prawo wybierania.

## Organ odpowiedzialny za rejestrację wyborców w wyborach ogólnokrajowych
W wyborach ogólnokrajowych w zależności od przyjętego systemu spisowego za rejestrację wyborców mogą odpowiadać następujące podmioty:
- centralny organ władzy – m.in. Bułgaria, Egipt, Finlandia, Norwegia;
- regionalny i lokalny organ władzy – m.in. Austria, Belgia, Czechy, Dania, Francja, Niemcy, Polska, Rumunia, Rosja, Szwecja, Szwajcaria, Ukraina, Włochy, Wielka Brytania;
- samodzielny organ zarządzający wyborami – m.in. Argentyna, Australia, Brazylia, Grecja, Indie, Irak, Kanada, Hiszpania, Turcja.

## Częstotliwość uaktualniania rejestru
Częstotliwość uaktualniania rejestrów wyborców może odbywać się:
- na bieżąco – m.in. Australia, Austria, Dania, Hiszpania, Holandia, Polska, Słowacja, Szwajcaria, Wielka Brytania, USA, Węgry;
- corocznie – m.in. Czechy, Francja, Irlandia, Rumunia, Tunezja;
- okresowo (lub przed każdymi wyborami) – m.in. Finlandia, Islandia, Japonia, Niemcy, Szwecja, Włochy;
- inne rozwiązania (np. uaktualnianie rejestru w trakcie wyborów) – m.in. Ghana, Korea Południowa, Timor.

## Metody sporządzania i uaktualniania rejestrów wyborców
Sporządzanie i uaktualnianie rejestrów wyborców może odbywać się:
- na bazie danych krajowej ewidencji ludności – m.in. Belgia, Dania, Finlandia, Hiszpania, Holandia, Islandia, Norwegia, Polska, Portugalia, Szwecja, Węgry, Włochy;
- zgodnie z policyjnymi danymi dotyczącymi miejsca zamieszkania – m.in. Austria, Czechy, Litwa, Rosja, Szwajcaria;
- zgodnie z indywidualnymi zgłoszeniami w urzędach – m.in. Australia, Japonia, Polska, Tunezja, USA;
- poprzez rejestrację za pośrednictwem poczty – m.in. Australia, Francja, Niemcy, USA, Wielka Brytania;
- na podstawie osobistego stawiennictwa wyborcy w biurze odpowiedzialnym za rejestrację – m.in. Australia, Egipt, Francja, Irlandia, Niemcy, Portugalia, Rosja, Turcja, Wielka Brytania;
- na podstawie akcji rejestracyjnych w domach (tzw. od drzwi do drzwi) – m.in. Australia, Indie, Irlandia, Turcja, Wielka Brytania;
- z wykorzystaniem danych osobowych z innych instytucji –m.in. Australia, Ekwador, Egipt, Rosja;
- za pośrednictwem mobilnego urzędnika wyborczego – m.in. Australia, USA;
- przez Internet – m.in. Australia i Dania;
- innymi metodami zależnie od tradycji i uwarunkowań – m.in. Gambia, Gruzja, Nepal, Serbia.

## Obowiązek wpisu do rejestrów wyborców
Wpis do rejestrów wyborców jest obowiązkowy w takich krajach jak m.in. Australia, Austria, Belgia, Czechy, Dania, Estonia, Finlandia, Francja, Grecja, Hiszpania, Holandia, Izrael, Japonia, Litwa, Niemcy, Nowa Zelandia, Norwegia, Polska, Szwecja, Szwajcaria, Wielka Brytania, Włochy.
Wpis do rejestrów wyborców nie jest obowiązkowy w takich krajach jak m.in. Islandia, Kanada, Południowa Afryka, Turcja, USA.

## Rejestr wyborców w Polsce
W Polsce instytucję rejestru wyborców reguluje ustawa z dnia 5 stycznia 2011 r. – Kodeks wyborczy – Dział I Rozdział 4 (Dz.U. z 2022 r. poz. 1277). Można być ujętym tylko w jednym rejestrze wyborców.
Rejestr wyborców służy do sporządzania spisów wyborców dla wyborów:
- Prezydenta Rzeczypospolitej,
- do Sejmu i Senatu
- posłów do Parlamentu Europejskiego
- do rad gmin, rad powiatów i sejmików województw,
- wójta, burmistrza i prezydenta miasta

– a także do sporządzania spisów osób uprawnionych do udziału w referendum ogólnokrajowym oraz lokalnym.

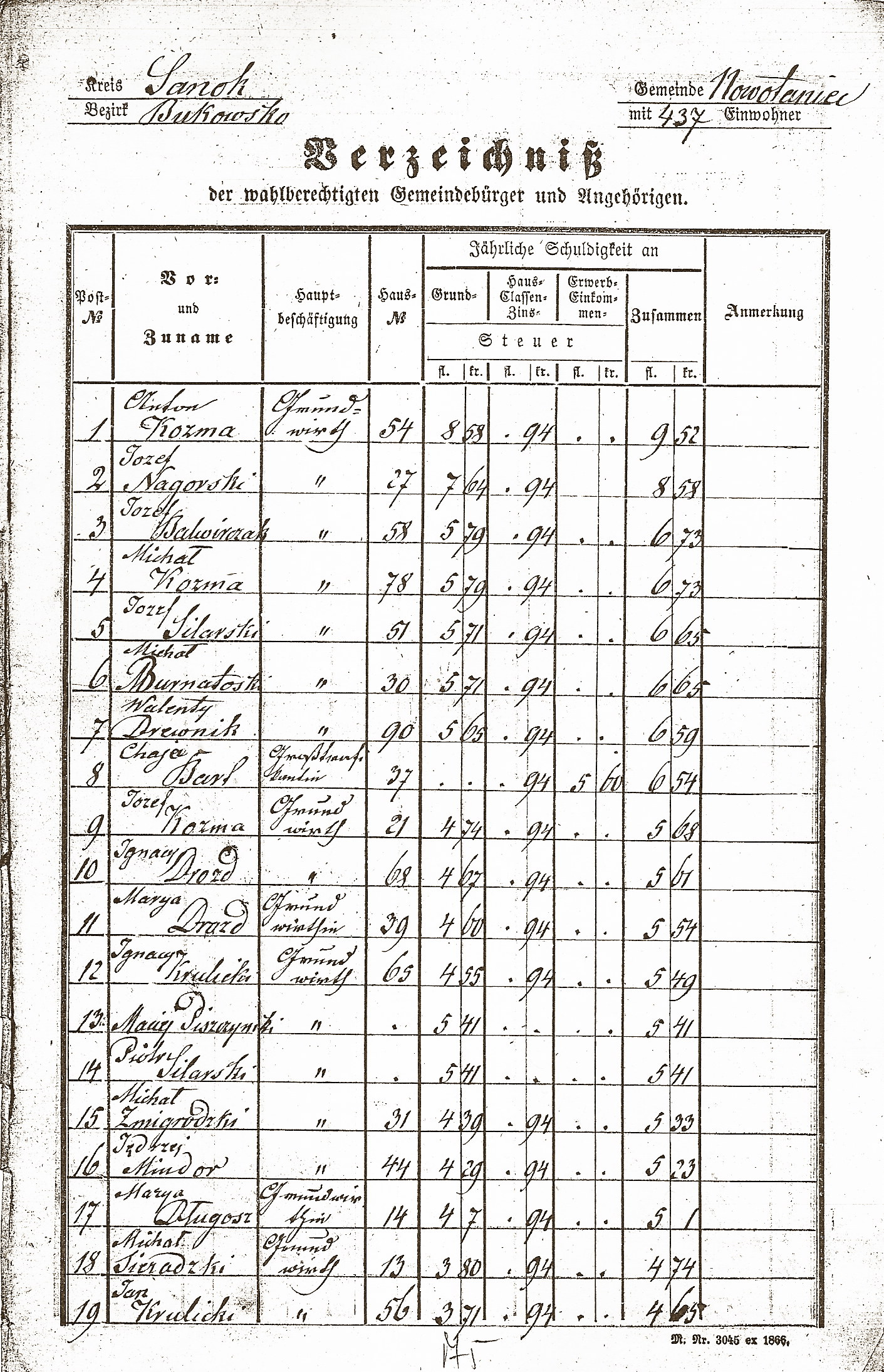
historyczny rejestr wyborców z roku 1867, Nowotaniec, Galicja w kolumnach zaznaczono: imię i nazwisko, nr domu, zawód, wielkość płaconego podatku

Stały rejestr wyborców obejmuje osoby stale zamieszkałe na obszarze gminy, którym przysługuje prawo wybierania. Rejestr wyborców prowadzi na bieżąco gmina (urząd gminy) jako zadanie zlecone.
Rejestr wyborców dzieli się na część A, która obejmuje obywateli polskich, oraz część B, która obejmuje obywateli Unii Europejskiej niebędących obywatelami polskimi, stale zamieszkałych na obszarze gminy i uprawnionych, na podstawie i w zakresie określonym w Kodeksie wyborczym, do głosowania w wyborach do rady gmin/rady miasta oraz w wyborach wójta (burmistrza, prezydenta miasta) w Rzeczypospolitej Polskiej.
W części A rejestru wyborców wymienia się nazwisko i imiona, imię ojca, datę urodzenia, numer ewidencyjny PESEL i adres zamieszkania wyborcy. W części B wymienia się nazwisko i imiona, imię ojca, datę urodzenia, obywatelstwo państwa członkowskiego Unii Europejskiej, numer paszportu lub innego dokumentu stwierdzającego tożsamość oraz adres zamieszkania wyborcy.
Wyborcy będący obywatelami polskimi, zameldowani na obszarze gminy na pobyt stały, są wpisywani do rejestru wyborców z urzędu i na podstawie mocy prawa. Do tego spisu na czas nieokreślony są również wpisywani obywatele polscy niemający na terenie gminy stałego zameldowania na podstawie ich wniosku z oświadczeniem, że mają na tym terenie stałe miejsce zamieszkania. Na podstawie wniosku jest wydawana decyzja administracyjna, a w razie jej pozytywnej treści wnioskodawca jest skreślany z dotychczasowego rejestru. Postępowanie takie wynika z zastosowania przepisu art. 25 Kodeksu cywilnego, co zawarła w stosownym wyjaśnieniu Państwowa Komisja Wyborcza. Wyborcę – obywatela Unii Europejskiej niebędącego obywatelem polskim, stale zamieszkałego na obszarze gminy i uprawnionego do głosowania, o ile nie jest już wpisany do rejestru wyborców, wpisuje się do rejestru wyborców na jego wniosek, nie później niż 30 dnia po zarządzeniu wyborów, w których, na podstawie i w zakresie określonych w ustawie, zamierza uczestniczyć.
Rejestr wyborców jest udostępniany na pisemny wniosek w urzędzie gminy.